# Fen Court

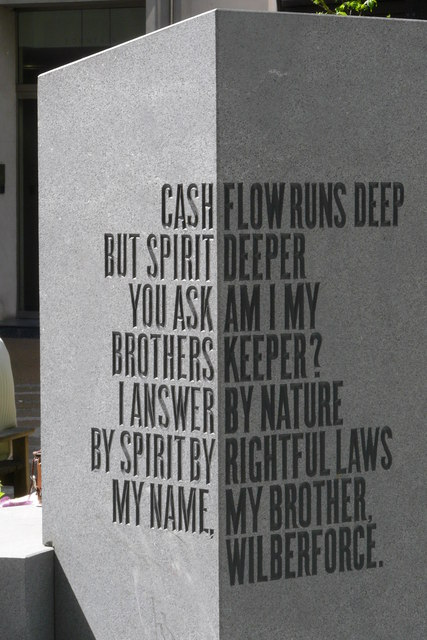
Text des Gedichtes The Gilt of Cain

Fen Court (auf Deutsch: Fen-Hof) ist eine kurze Fußgängerpassage im Londoner Stadtbezirk City of London, Vereinigtes Königreich, die die Fenchurch Street mit der Fenchurch Avenue verbindet.

## Pocket-Park in der Passage
In der Mitte der Passage befindet sich ein Pocket-Park, der 2008 neu gestaltete Fen-Hof-Garten (auf Englisch: Fen Court Garden). Er liegt in der Nähe der ehemaligen Kirche St Mary Woolnoth, in der Pfarrer John Newton im 18. Jahrhundert zahlreiche Predigten gegen die Sklaverei hielt. Die Skulptur The Gilt of Cain (dt.: Das Gold des Kain) des schottischen Künstlers Michael Visocchi mit einem Gedicht von Lemn Sissay wurde 2008 von Erzbischof Desmond Tutu im Park enthüllt, um an die Abschaffung des transatlantischen Sklavenhandels zu erinnern. Das London Centre for Spiritual Direction hat im Garten ein kleines kreisförmiges Labyrinth angelegt.
Der Garten befindet sich an der Stelle des Friedhofs von St. Gabriel Fenchurch, der beim Großen Brand von London im Jahr 1666 niederbrannte. Das Gebiet wurde bei den Bombenangriffen im Zweiten Weltkrieg stark getroffen und war bis 1960 eine öffentliche Grünfläche.

## Hochhaus One Fen Court mit Dachgarten
Im Jahr 2019 wurde an der Ostseite des Fen Court ein 15-stöckiges Gebäude mit gemischter Nutzung eröffnet, das von Generali Real Estate in Zusammenarbeit mit Eric Parry Architects als One Fen Court oder 120 Fenchurch Street errichtet wurde. Das Gebäude ist 69 Meter hoch und verfügt über einen 2800 Quadratmeter großen, öffentlich zugänglichen Dachgarten namens The Garden at 120 (dt. etwa: „Der Garten an der 120“), der von den deutschen Landschaftsarchitekten Latz + Partner gestaltet wurde. Im Dachgarten, der eine gute Aussicht bietet, befinden sich 85 Glyzinien, über 30 Obstbäume und ein 60 Meter langes Wasserspiel.